# 乡道
鄉道是台灣和中國大陸的一種公路分類，屬縣市政府管轄，通常為各村里間的聯絡道路或山間道路。

## 各地鄉道概況

### 中國大陸
依据国标《公路路线标识规则和国道编号》 GB/T 917—2009，公路标识符均以拼音首字母标识，由于乡道首字母与X开头的县道重复，故改为Y开头。

## 參照
- 台灣鄉道
- 中華人民共和國公路分類
- 道路